# Peristil

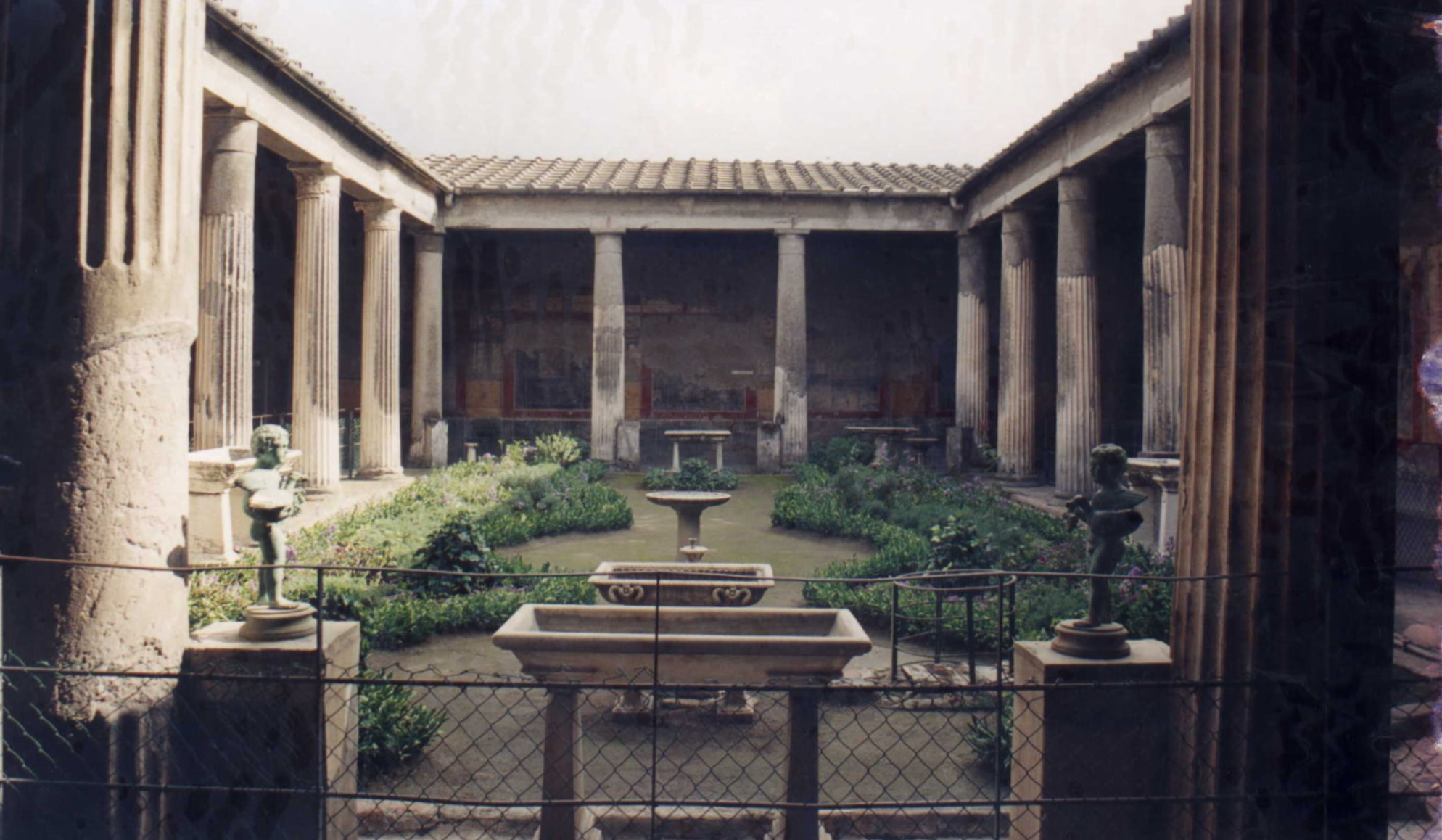
Peristilul de la Villa Vettii, Pompeii (Italia).

Un peristil (din greaca veche, περίστυλον / perístulon) este o galerie de coloane care înconjoară exteriorul (în întregime sau parțial, sub forma unui portic) sau interiorul unei clădiri. Acest lucru îl deosebește de o colonadă sau de o logie. O clădire înconjurată de un peristil este peripterală.
În secolul al IV-lea a luat naștere casa de reprezentare, odată cu extinderea la arhitectura seculară a utilizării peristilului de către persanii seleucizi.
Grecii au construit peristiluri în jurul templelor lor. Romanii au adoptat apoi acest tip de arhitectură pentru clădirile lor religioase și oficiale, iar mai târziu pentru locuințele de tip domus.
Arhitectul italian Andrea Palladio, din secolul al XVI-lea, a fost primul, după perioada antică, care a folosit peristiluri pentru a marca intrarea în locuințe. El a fost criticat pentru că a contribuit la confuzia dintre arhitectura sacră și cea civilă. Acest dispozitiv a fost adesea adoptat de adepții săi (vezi Palladianism).
Arhitecții neoclasici din secolul al XIX-lea au adoptat ulterior acest element de design pentru clădirile oficiale, cum ar fi Palatul Brongniart din Franța.